# Вулиця П'ясецького
Вулиця П'ясецького — вулиця в  Залізничному районі міста Львова, місцевість Білогорща. Сполучає вулиці Генерала Курмановича таКонюшинну. Прилучаються вулиці Полковника Болбочана та Сполучна.

## Історія
Вулиця виникла у першій половині XX століття, у 1958 році отримала офіційну назву Рульова. Сучасна назва походить з 1993 року, на честь українського вченого, громадського та політичного діяча Андрія П'ясецького.

## Забудова
На своєму початку вулиця забудована приватними одноповерховими садибами 1930-х років. Кінцева частина вулиці пролягає у промисловій зоні.
Будинки
№ 9 — комплекс складських будівель комунального підприємства Львівської обласної ради «Обласний аптечний склад». Останніми роками склади не використовуються та які ще 2020 року депутати попереднього скликання хотіли списати. 29 вересня 2021 року будівлі колишнього аптечного складу були продані на електронних торгах (аукціоні) ТОВ «Гал-Поліграф».